# Fristoe Township
Fristoe Township est un township du comté de Benton dans le Missouri, aux États-Unis,. Fondé le 18 juin 1845, il est baptisé en référence à Markham Fristoe, un juge du comté.

## Source de la traduction
- (en) Cet article est partiellement ou en totalité issu de l’article de Wikipédia en anglais intitulé « Fristoe Township, Benton County, Missouri » (voir la liste des auteurs).